# 大阪府の再開発の一覧
大阪府の再開発の一覧（おおさかふのさいかいはつのいちらん）では、大阪府での完成済み、建設中、または計画中の都市再開発事業・再開発地区、再開発ビルや複合商業施設などを一覧で列挙する。

## 大阪市
- 大阪駅再開発（大阪ステーションシティ（JPタワー大阪ほか））
- 大阪駅北地区（うめきた（グランフロント大阪、グラングリーン大阪））
- ダイヤモンド地区（大阪駅前第1 - 4ビル、ディアモール大阪ほか）
- 新梅田シティ・梅田スカイビル
- 西梅田プロジェクト 西梅田再開発事業（オオサカガーデンシティ）
- 阿倍野再開発事業（天王寺駅・近鉄大阪阿部野橋駅前金塚地区再開発事業）
  - あべのハルカス・あべのベルタ・あべのアポロ・あべのルシアス
- 中之島西部地区 中之島四丁目北地区土地区画整理事業
  - 中之島フェスティバルタワー
- 天神橋七丁目第一市街地再開発事業、第二市街地再開発事業
- 大阪ベイタワー（旧・ORC200）
- 大阪アメニティパーク（OAP）
- 大阪ビジネスパーク（OBP）
- 福島1丁目 再開発地区 （ほたるまち）
- 大阪築港再開発事業（天保山ハーバービレッジ）
  - 海遊館
- 菅原町市街地再開発事業（ジーニス大阪）
- 大阪港南港再開発地区（テクノポート大阪）
  - グランドプリンスホテル大阪ベイ（旧・ハイアットリージェンシー大阪）
  - 大阪府咲洲庁舎（旧・アジア太平洋ワールドトレードセンター）
- 南海電鉄大阪球場再開発事業（なんばパークス）
- 今橋4丁目49番他淀屋橋地区第一種市街地再開発事業（淀屋橋odona（大阪市立愛日小学校跡地））
- 上本町（うえほんまちハイハイタウン）
- 大阪上本町駅ターミナル再開発事業（上本町YUFURA、新歌舞伎座）
- 茶屋町東地区第1種市街地再開発事業（NU茶屋町プラスほか）
- 北浜（大阪取引所ビル建替ほか）
- 西九条
- 大阪城東部・森之宮再開発[1]

## 堺市
- 堺都市計画事業堺市駅前地区第一種市街地再開発事業（ベルマージュ堺）
- 堺市北区中百舌鳥駅前再開発事業
- 堺東駅再開発ビル（ジョルノ専門店街）
- 北野田駅西口再開発ビル、駅西側再開発事業（アミナス北野田）

## 豊中市
- ルシオーレ（豊中市蛍池図書館）
- 豊中駅西口市街地再開発事業（エトレとよなか）
- 野田共同街区市街地再開発事業
- 蛍池西市街地再開発事業
- 千里中央地区活性化基本計画

## 池田市
- 池田駅前市街地再開発事業
- 池田駅前南市街地再開発事業（サンシティ池田）

## 吹田市
- 吹田駅北口市街地再開発事業
- 藤白台市街地再開発事業
- EXPOCITY

## 泉大津市
- 泉大津駅東地区第一種市街地再開発事業（アルザ泉大津/アルザタワーズ）
- 松ノ浜駅東市街地再開発事業（あすと松ノ浜）

## 高槻市
- 高槻駅北地区第1種市街地再開発事業（アクトアモーレ、ミューズ高槻）

## 守口市
- 河原町市街地再開発事業（京阪百貨店、トークティ守口・テルプラザ）

## 枚方市
- 枚方岡本町市街地再開発事業（ビオルネ（岡本町再開発ビル））
- 枚方市駅周辺地区第一種市街地再開発事業（ステーションヒル枚方ほか）

## 八尾市
- 久宝寺駅操車場跡地の再開発事業

## 泉佐野市
- 泉佐野駅上西市街地再開発事業

## 寝屋川市
- 寝屋川市駅前市街地再開発事業
- 香里園駅周辺再開発事業
  - 同駅東地区市街地再開発事業（香里園かほりまち）

## 河内長野市
- 河内長野駅前市街地再開発事業（ノバティながの）
- 三日市町駅前西地区第二種市街地再開発事業（フォレスト三日市）

## 松原市
- 河内松原駅前南市街地再開発事業（ゆめニティまつばらほか）

## 和泉市
- 和泉府中駅周辺再開発事業（フチュール和泉ほか）

## 箕面市
- 箕面駅駅前再開発ビル（みのおサンプラザ）
- 桜井駅前再開発事業

## 柏原市
- 国分駅前市街地再開発事業（ジョイフル国分、旧・おかいものひろば サンリットプラザ）

## 摂津市
- 千里丘駅前東口再開発事業（フォルテ摂津）

## 高石市
- 高石駅西市街地再開発事業
- 高石駅東市街地再開発事業（アプラたかいし）

## 東大阪市
- 東大阪荒本新都心整備計画（東大阪市総合庁舎・大阪府立中央図書館・JAグリーン大阪本店ほか）
- 布施駅北口第一地区第一種市街地再開発事業（ヴェル・ノール布施）
- 若江岩田駅前地区第一種市街地再開発事業（希来里（きらり））
- 河内花園駅前地区第一種市街地再開発事業（パザパはなぞの）
- 近鉄奈良線連続立体交差事業